# Bosone III di Challant
Bosone III di Challant (... – Aosta, 1239) (in francese, Boson III de Challant) fu un nobile valdostano appartenente alla famiglia Challant. Fu il primo membro della casata ad utilizzare il titolo di signore di Challant..

## Biografia
Bosone III di Challant, signore di Challant, di Cly con Chambave, di Diémoz, Verrayes, Saint-Denis, Torgnon e della Valtournenche, fu il successore di suo padre Bosone II di Challant come IV visconte d'Aosta.
Bosone III doveva essere ancora molto giovane al momento della morte di suo padre quando nel 1191 siglò col conte Tommaso I di Savoia il documento di affrancamento della città di Aosta dalla feudalità. Nel mese di aprile del 1197, confermò le donazioni fatte all'Ospizio del Gran San Bernardo.
Nel 1212 ricevette in feudo Châtillon e la terra di Saint-Pierre-de-Clages dal vescovo di Sion nel 1218. Fu testimone del trattato firmato tra il conte di Savoia e Gérard de Rougemont, vescovo di Losanna, per il possesso del Castello di Moudon nel canton Vaud nel luglio del 1219. Acquisì pertanto la gratitudine del conte di Savoia ed il 20 agosto 1232 ottenne da questi altre terre e privilegi. Bosone III morì nel 1239.

### La signoria di Challant
Il 13 aprile 1200 Bosone III ricevette dal conte Tommaso I di Savoia il castello di Villa a Challand-Saint-Victor ed il feudo circostante, e da quel momento Bosone ed i suoi discendenti presero ad usare l'appellativo "de Challant" ad indicare la loro signoria.
Il documento con cui Tommaso I fece dono della signoria riporta:

## Matrimonio e figli
Verso il 1191 Bosone III sposò Alasia o Fiandrina di Biandrate, figlia di Gotofredo II di Biandrate, conte d'Ossola. La coppia ebbe i seguenti figli:
- Umberto (m. prima del 1239) milites, testimone del contratto di nozze nel 1235 tra Margherita di Savoia, figlia di Amedeo IV di Savoia, e Bonifacio II del Monferrato
- Gotofredo I († 1265) visconte d'Aosta
- Guy (m. prima del 1232)
- Aimone III di Challant, († 1277), co-visconte d'Aosta coi fratelli
- Bosone IV di Challant, († 1259) co-visconte d'Aosta coi fratelli, fondatore della linea dei signori di Cly
- Pietro, presente in un documento del 20 agosto 1232.